# Cromosoma en escombreta

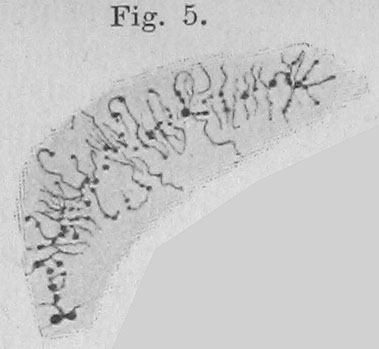
Microfotografia mostrant un cromosoma en escombreta d'un oòcit de tritó.

Els cromosomes en escombreta o cromosomes plomosos són un tipus de cromosoma gegant presents en els oòcits de la majoria dels animals, exceptuant els mamífers. Es formen durant l'estadi de la meiosi I denominat diplotè. Després d'aquest període relativament llarg de la meiosi I, els cromosomes en escombreta tornen a compactar-se durant el període de metafase I. Es tracta d'estructures transitòries bivalents. És a dir, contenen dos cromosomes aparellats, cadascun dels quals està format per dues cromàtides germanes. Als cromosomes plomosos, cadascun dels dos cromosomes conté dos llargs brins que formen un gran nombre de bagues o "bucles" arreu de l'eix del cromosoma, cosa que recorda un raspall o escombreta. Aquestes bagues permeten que l'ADN sigui més accessible per al procés de transcripció durant la maduració de l'oòcit. De fet, la presència de cromosomes en escombreta a una cèl·lula és indicador d'una alta taxa de transcripció per generar ARN missatger. El nom de "cromosomes en escombreta" ("lampbrush chromosome") va ser creat per J. Rückert el 1892, qui va assimilar la forma d'aquests cromosomes a un raspall del segle xix que recorda els actuals raspalls escura-flascons o "netejatubs". Malgrat això, la primera descripció d'aquestes estructures la va realitzar Walther Flemming el 1882 en oòcits d'axolot (Ambystoma mexicanum),